# Битка при Осничани
Битката при Осничани (на гръцки: Η μάχη στο Οσνίτσανη) е бой между местна милиция на Вътрешната македоно-одринска революционна организация и гръцката андартска чета на Андонис Влахакис и Леонидас Петропулакис, станал на 7 май 1906 година в костурското село Осничани. Пристигналият турски аскер прогонва андартските чети и им нанася допълнително жертви. Битката е обявена за една от най-важните за гръцката пропаганда в държавния вестник „Ефимерис тис Кивернисеос“.

## История
Осничани е крепост на Вътрешната македоно-одринска революционна организация, заради което е неколкократно нападано от гръцки андартски чети: от четата на Георгиос Цондос на 4 декември 1904 година, друга чета през март 1905 година, през август същата година отчасти е опожарено.
На 7 май 1906 рано сутринта голямата андартска чета, начело с Андонис Влахакис и Петропулакис, напада село Осничани от Жиковищкия манастир. В селото присъстват двама членове на районната чета на ВМОРО Нумо Костов Кировски и Колю Кировски Бараков, които ръководят отбраната на селската милиция, в която се сражава и Тана Кировска. В няколкочасовото сражение са убити командирите на андартската чета Влахакис и Леонидас и Панайотис Петропулакис. След пристигането на османската войска от 750 души андартите се оттеглят. Според гръцки сведения андартските загуби са 15 – 24 убити и 11 ранени, докато 9 българи губят живота си. Убитите турски войници са над 100.
Според Георгиос Панайотидис, учител в Цотилската гимназия, пишещ в 1910 година, в сражението участват пет гръцки чети: на капитаните Мальос и Вергас, на Лицас, на Закас, на Лахтарас и на Делиянакис.
След сражението Лукас Кокинос оглавява четата на загиналия Лицас и действа с нея в Костурско срещу четите на ВМОРО.